# Nadir Dias de Figueiredo
Nadir Dias de Figueiredo (São João del-Rei, 1891 — São Paulo, 10 de abril de 1983) foi um empresário e industrial brasileiro. Pioneiro no setor industrial do país e patrono da principal organização de fomento à indústria da America Latina.

## História
Nascido de uma família modesta do interior de Minas Gerais, procurou novas oportunidades junto aos seus irmãos que viriam a se tornarem sócios na capital paulista. Foi empregado nas oficinas da Família Guinle e no ano de 1912 inaugurou uma oficina de venda e reparos de máquinas de escrever, localizada no Largo do Tesouro, centro de São Paulo. Com seu irmão e sócio Morvan Dias de Figueiredo iniciou a sua carreira como industrial dando origem a empresa Nadir Figueiredo Indústria e Comércio S/A, ao fundar um estabelecimento comercial no bairro da Liberdade em São Paulo, especializada na eletrificação de luminárias a gás. 
Durante a Primeira Guerra Mundial a empresa passou a trabalhar com iluminação elétrica, devido as restrições de importação impostas pelo conflito. O irmão mais novo Zely Dias de Figueiredo, passou a fazer parte da sociedade em 1919.
Em 1932 entrou para o ramo de vidraria, com a compra da Cristaleira Baroni uma indústria em dificuldades financeiras e importante fornecedora de peças para os lustres fabricados pelos irmãos. Desta aquisição surgiu a Nadir Figueiredo, a maior produtora de vidro do Brasil e está entre as dez maiores fabricantes mundiais de vidro para uso doméstico. Neste mesmo ano sua fábrica chegou a produzir munição para a Revolução Constitucionalista.
Juntamente com Roberto Simonsen, Eduardo Benjamin Jafet, Manuel Barros Loureiro, além de seu irmão Morvan Dias de Figueiredo fundou a Companhia Bandeirantes de Seguros Gerais em 1944. 
Foi um dos idealizadores e fundadores também da Federação das Indústrias do Estado de São Paulo (FIESP). Organizou diversos sindicatos filiados a organização, projetando a estrutura do complexo FIESP/CIESP/SESI/SENAI. 

## Política
Como empresário sempre foi um articulador, marcando presença na Revolução de 1932 e no Golpe de 1964 quando convocou a FIESP e o ex-presidente Juscelino Kubitscheck na tentativa de convencer o presidente João Goulart a assumir uma posição menos radical, não obtendo a resposta que desejava. 
No início de abril de 1964, influenciou industriais a distribuírem 2 milhões de cruzeiros em equipamentos às forças rebeldes apoiando o movimento militar que derrubou o governo.

## Reconhecimento
Em 1957, a Confederação Nacional da Indústria (CNI) outorgou-lhe o título de “Líder N°1 da Indústria Brasileira”, recebendo aos 90 anos de idade uma homenagem especial como Presidente Emérito da maior organização industrial do país, bem como da rede integrada de atividades de educação, cultura, qualidade de vida e segurança do trabalho industriário.
Em sua homenagem em 1983, uma avenida do bairro Vila Maria, na cidade de São Paulo, recebeu seu nome , assim como a Faculdade SENAI São Paulo campus de Osasco. 
A importância para a indústria paulista e como patrono da Federação das Indústrias do Estado de São Paulo, foi reconhecido em diversas estruturas como a do Serviço Social da Indústria (SESI) de Mogi das Cruzes,na Grande São Paulo, que inaugurou o Centro de Atividades (CAT) Nadir Dias de Figueiredo em 1980.